# Sebastian Bea
Sebastian Bea (ur. 10 kwietnia 1977) – amerykański wioślarz. Srebrny medalista olimpijski z Sydney.
Zawody w 2000 były jego jedynymi igrzyskami olimpijskimi. Po medal sięgnął w dwójce bez sternika, partnerował mu Ted Murphy. W 1997 zdobył złoty medal mistrzostw świata w ósemce.
Jego ojciec Carlos był reprezentantem Kuby w koszykówce na igrzyskach olimpijskich w 1952.